# Částkov, Uherské Hradiště
Částkov là một làng thuộc huyện Uherské Hradiště, vùng Zlínský, Cộng hòa Séc.